# Dolichoderus rosenbergi
Dolichoderus rosenbergi är en myrart som beskrevs av Auguste-Henri Forel 1911. Dolichoderus rosenbergi ingår i släktet Dolichoderus och familjen myror. Inga underarter finns listade i Catalogue of Life.